# Daan Human

a Compétitions nationales et continentales officielles uniquement.

b Matchs officiels uniquement.
Dernière mise à jour le 27 janvier 2019.
Daan Human, né le 4 mars 1976 à Bloemfontein (Afrique du Sud), est un joueur et entraîneur de rugby à XV sud-africain qui a évolué au poste de pilier au sein de l'effectif du Stade toulousain (1,87 m pour 117 kg).

## Biographie

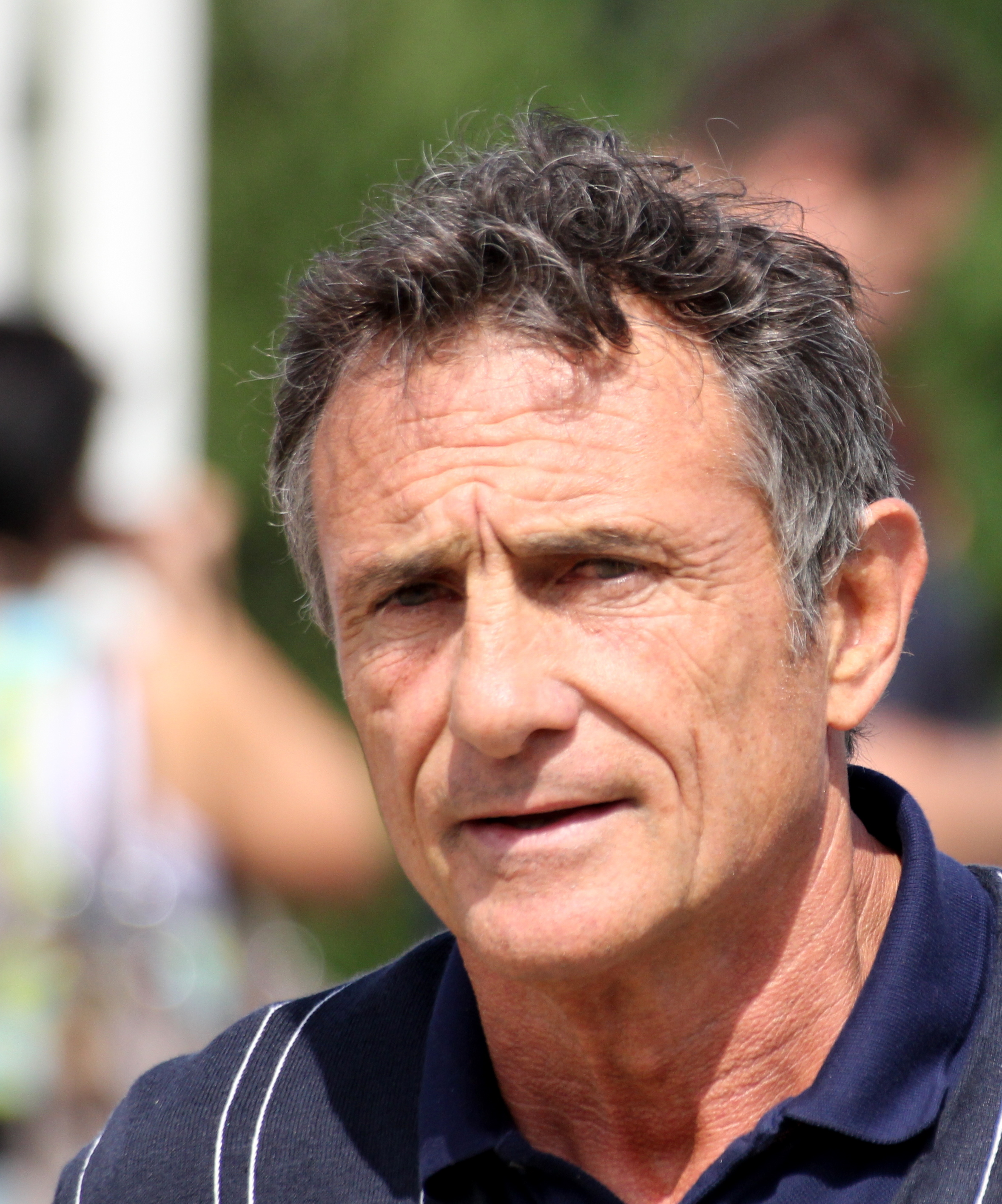
Guy Novès, ici en 2011, est le manager de Daan Human au Stade toulousain de 2004 à 2012.

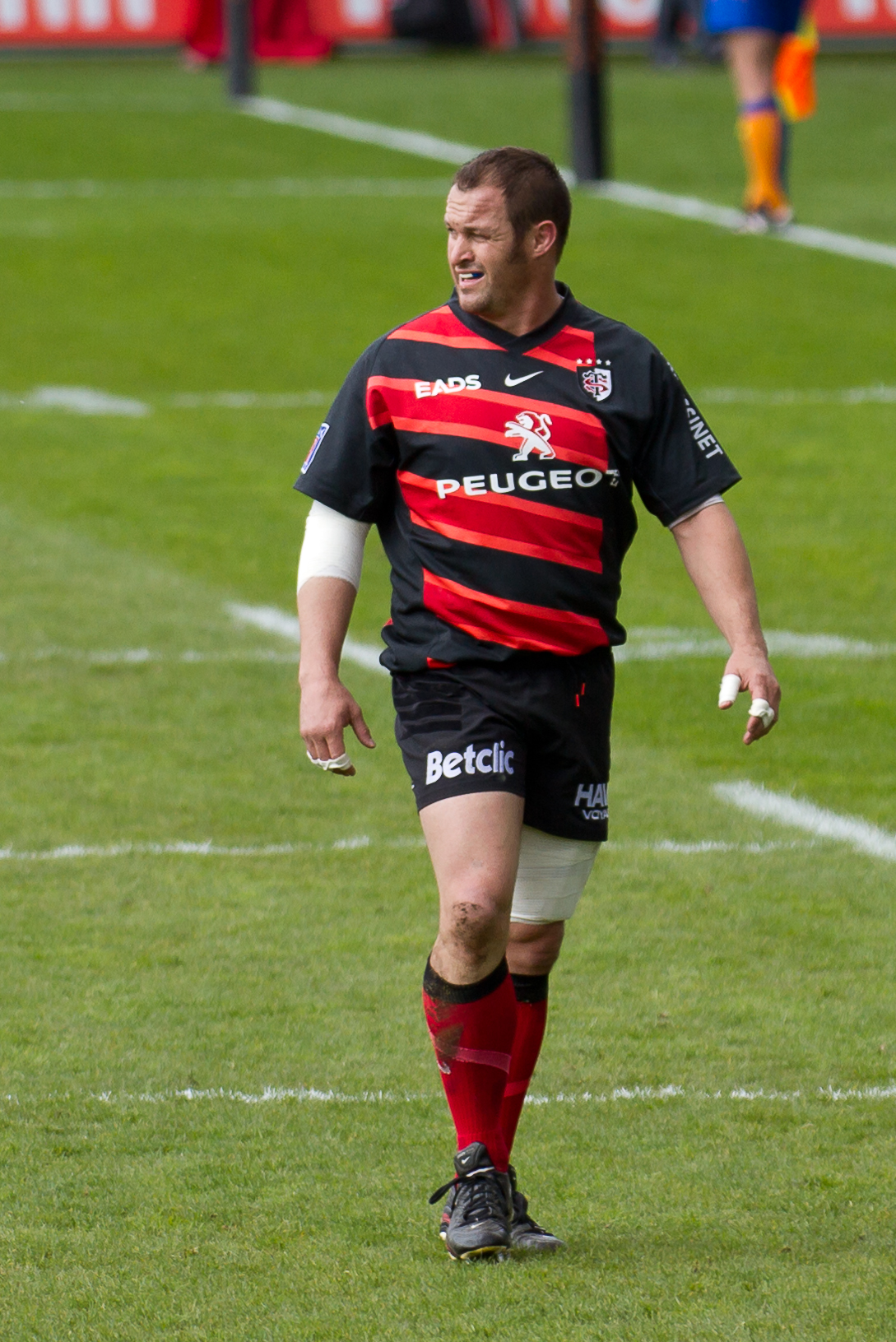
Daan Human, en 2012, lors du match de Top 14 Stade Toulousain-Brive.

Après avoir été en contact avec le Castres olympique, il signe finalement avec Toulouse en novembre 2004.
En 2005, il participe à la finale de Coupe d'Europe face au Stade français au Murrayfield Stadium à Édimbourg. Il commence sur le banc puis remplace Jean-Baptiste Poux à la 52e minute. Les toulousains gagnent le titre de champion d'Europe en s'imposant 12 à 18 après prolongation.
En novembre 2010, il est invité avec les Barbarians français pour jouer un match contre les Tonga au Stade des Alpes à Grenoble. Ce match est aussi le jubilé de Jean-Baptiste Elissalde. Les Baa-Baas s'inclinent 27 à 28.
Le 9 juin 2012, il prend sa retraite après la finale de Top 14 remportée par Toulouse face à Toulon. Une blessure aux cervicales lors de ce dernier match l'empêche de s'envoler au Japon pour la tournée des Barbarians fin juin 2012.
Il est marié à Suzette et a 3 enfants, Yannique, Liza-Lou et Franco.
Après sa carrière de joueur, il devient entraîneur de la mêlée des Cheetahs en Super Rugby puis en Pro14. À partir de 2017, il est nommé entraîneur en chef des Free State Cheetahs en Currie Cup. En 2020, il est nommé entraîneur de la mêlée de l'équipe d'Afrique du Sud de rugby à XV dans l'encadrement dirigé par le nouveau sélectionneur Jacques Nienaber. L'équipe remporte la Coupe du monde 2023 en France. Il est conservé dans le staff renouvelé par Rassie Erasmus à partir de 2024.

## Palmarès

### En club
- Championnat de France :
  - Champion (3) : 2008, 2011 et 2012
- Coupe d’Europe : 
  - Vainqueur (2) : 2005 et 2010
- Il a été nommé meilleur pilier du Top 14 par le Midi olympique lors de l'édition 2007-2008

## Sélections en équipe nationale
- Springboks : 4 sélections (2002)
- Équipe d'Afrique du Sud -21 ans (1997)
- Équipe d'Afrique du Sud "A" (2001, 2003)